# The River Niger
The River Niger é uma peça de teatro estadunidense de 1972 escrita pelo dramaturgo Joseph A. Walker. Patrocinada pela Negro Ensemble Company, foi apresentada pela primeira vez em 5 de dezembro de 1972 e, em seguida, levada à Broadway em 27 de março de 1973 durante 162 reproduções.
Venceu o Tony Award de melhor peça de teatro.

## Personagens
- Mattie Williams
- Johnny Williams
- Dr. Dudley Stanton
- Jeff Williams
- Ann Vanderguild
- Big Moe Hayes
- Al
- Chips
- Skeeter
- Gail
- Wilhelmina Brown